# Gnaeus Cornelius Lentulus (Konsul 146 v. Chr.)
Gnaeus Cornelius Lentulus war ein römischer Senator und Politiker.
Gnaeus Cornelius Lentulus gehörte zum Zweig der Lentuli der Familie der Cornelier. Erstmals tritt Lentulus 161 v. Chr. als Gesandter Roms nach Kyrene in Erscheinung. Höhepunkt seiner Laufbahn war das Erreichen des Konsulats 146 v. Chr. an der Seite von Lucius Mummius. Sein gleichnamiger Sohn bekleidete im Jahr 97 v. Chr. das Amt des Konsuls.